# Bagu László
Bagu László (Beregszász, 1970. május 24. –) kárpátaljai magyar költő, szerkesztő, pedagógus.

## Élete
Bagu László 1970. május 24-én született Beregszászban Bagu Dezső és Nyeste Gizella gyermekeként.
Középiskolai tanulmányait Bátyún végezte el. 1987–1993 között az Ungvári Állami Egyetem matematika szakán tanult.
1992 óta jelennek meg versei, Magyarországon 1996 óta publikál. 1992–93-ban a bátyúi középiskola angoltanára volt. 1993–1999 között a Kárpátaljai Szemle című folyóirat szerkesztője volt. 1997-1998 között a Pánsíp című irodalmi folyóirat szerkesztője volt. 1998–2005 között a Véletlen Balett című irodalmi és kulturális folyóirat alapító-szerkesztője volt. 1999 óta Budapesten él; a Tinta Könyvkiadó szerkesztője.

## Művei
- Halálcsináló (1998)
- Az argentin típusú családok lemészárlása (2001)